# Description des espèces
Pour les articles homonymes, voir Description (homonymie).

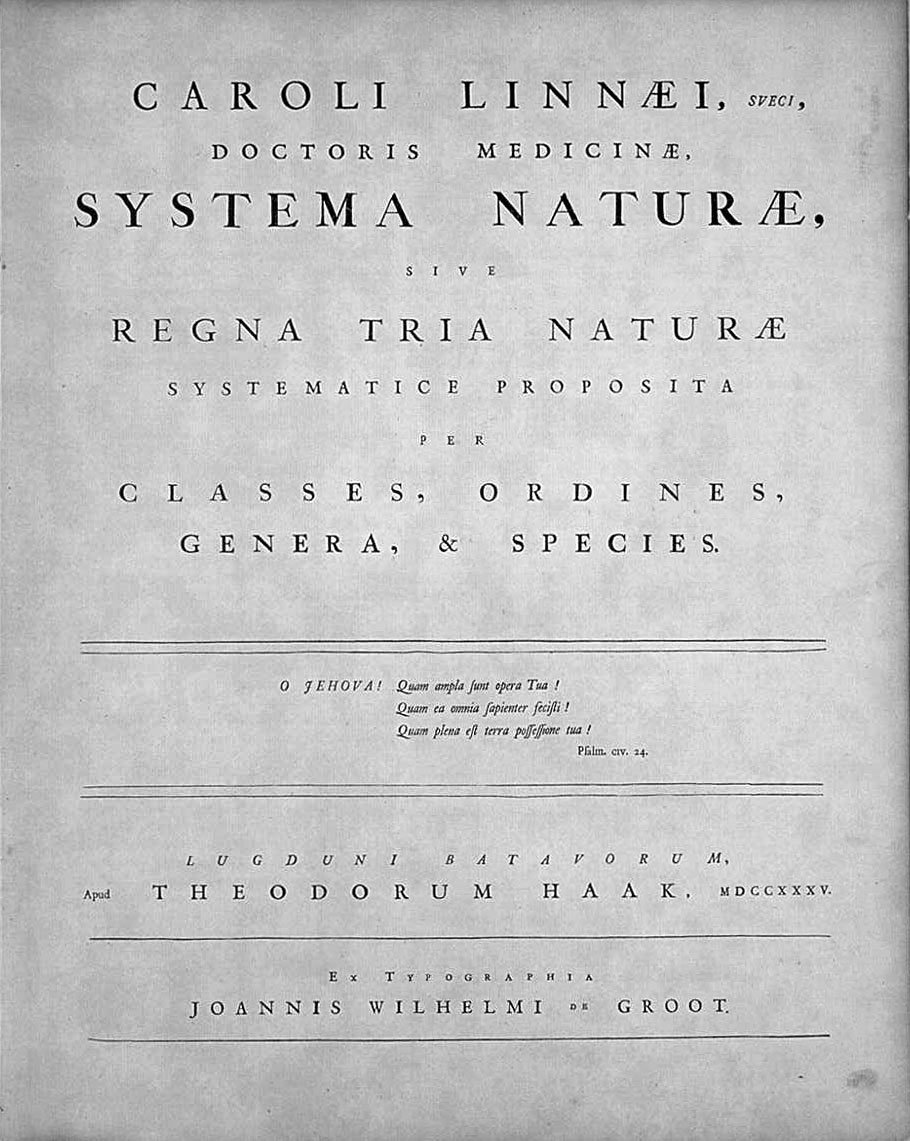
Couverture originale de l'œuvre Systema naturæ publiée en 1735.

La description d'une espèce est une description formelle d'une espèce nouvellement découverte, généralement sous la forme d'un article scientifique. 
Son but est de donner une description claire d'une nouvelle espèce d'organisme et d'expliquer en quoi elle diffère des espèces qui ont été décrites précédemment, ou qui lui sont liées. 
La description de l'espèce contient également des images ou d'autres illustrations du matériel type sur lequel se fonde une description et auquel est associé le nouveau nom de taxon décrit. Elle explique aussi dans quel musée l'holotype (et d'autres types tels que les paratypes) est déposé. 
La publication dans laquelle l'espèce est décrite donne généralement un nom scientifique formel à la nouvelle espèce. 
Aujourd'hui, environ 1,9 million d'espèces ont été découvertes et nommées, sur quelque 8,7 millions pouvant réellement exister sur Terre.

## Évaluation par les pairs
Il est de coutume pour les scientifiques d'introduire toute nouvelle découverte, et des recherches pertinentes, dans un article scientifique qui est examiné par d'autres scientifiques (évaluation par les pairs).
Si elle est acceptée, elle est publiée dans une revue scientifique de la discipline appropriée ; cela vaut pour la découverte et la désignation d'une nouvelle espèce ou autre taxon. 
Dans de nombreux cas, la communauté scientifique n'accepte pas officiellement l'existence d'une nouvelle espèce tant qu'une description de l'espèce n'est pas publiée, même s'il peut sembler évident que l'espèce est nouvelle.

## Processus d'attribution des noms d'espèces
Le nom d'une nouvelle espèce devient valide à la date de la publication de sa description scientifique formelle. Dès qu'un scientifique fait les recherches nécessaires pour déterminer si l'espèce découverte représente réellement une nouvelle espèce non décrite, les résultats scientifiques sont résumés dans un manuscrit qui est soumis à une revue scientifique.
La description scientifique de l'espèce permettant d'établir un nouveau nom d'espèce doit remplir plusieurs critères formels (par exemple la sélection d'un type), et le nom est ensuite officialisé par la CINZ ou  le CIN. Ces critères visent à assurer que le nom de l'espèce est clair et sans ambiguïté. La Commission indique notamment que « les auteurs doivent faire preuve d'une attention et d'une considération raisonnable dans la formation de nouveaux noms pour s'assurer qu'ils sont choisis en gardant à l'esprit les utilisateurs subséquents et qu'ils soient, autant que possible, appropriées, compacts, euphoniques, mémorables, et pas offensants ».
Selon une idée préconçue, les noms d'espèces doivent absolument être exprimés en latin. Bien que cela soit nécessaire dans certains cas, ce n'est pas une exigence absolue. Le nom d'une espèce doit être composé de caractères choisis dans les 26 lettres de l'alphabet latin, mais il peut provenir d'une autre langue, ainsi dans le cas d'Erythroxylum coca, l'épithète spécifique, « coca », est dérivée de la  langue quechua d'Amérique du Sud. Un nom d'espèce peut n'exister dans aucune langue, à condition qu'il ne soit pas source de confusion ou imprononçable.
Aujourd'hui, les descriptions formelles d'espèces suivent des directives strictes établies par un code international de nomenclature zoologique. Des descriptions formelles très détaillées sont faites par les scientifiques qui étudient habituellement l'organisme pendant un temps considérable. Une diagnose peut être rédigée plutôt qu'une description ; celle-ci est généralement écrite en latin et précise la distinction entre la nouvelle espèce et d'autres espèces.

## Taux de description des espèces
Selon le rapport de l'Institut international d'exploration des espèces (IISE), organisme rattaché à l'Université d'Arizona, le tableau ci-dessous indique le nombre d'espèces décrites chaque année depuis 2000.
| Année | Nombre total de descriptions d'espèces | Nombre de nouvelles descriptions d'insectes |
| ----- | -------------------------------------- | ------------------------------------------- |
| 2000  | 17 045                                 | 8 241                                       |
| 2001  | 17 003                                 | 7 775                                       |
| 2002  | 16 990                                 | 8 723                                       |
| 2003  | 17 357                                 | 8 844                                       |
| 2004  | 17 381                                 | 9 127                                       |
| 2005  | 16 424                                 | 8 485                                       |
| 2006  | 17 659                                 | 8 994                                       |
| 2007  | 18 689                                 | 9 651                                       |
| 2008  | 18 531                                 | 9 020                                       |
| 2009  | 19 232                                 | 9 738                                       |